# Cantonul Thoissey
Cantonul Thoissey este un canton din arondismentul Bourg-en-Bresse, departamentul Ain, regiunea Rhône-Alpes, Franța.

## Comune
| Comune                       | Populație (1999) | Cod poștal | Cod INSEE |
| ---------------------------- | ---------------- | ---------- | --------- |
| Garnerans                    | 642              | 01140      | 01167     |
| Genouilleux                  | 560              | 01090      | 01169     |
| Guéreins                     | 1 265            | 01090      | 01183     |
| Illiat                       | 557              | 01140      | 01188     |
| Mogneneins                   | 718              | 01140      | 01252     |
| Montceaux                    | 1 113            | 01090      | 01258     |
| Montmerle-sur-Saône          | 3 814            | 01090      | 01263     |
| Peyzieux-sur-Saône           | 429              | 01140      | 01295     |
| Saint-Didier-sur-Chalaronne  | 2 741            | 01140      | 01348     |
| Saint-Étienne-sur-Chalaronne | 1 457            | 01140      | 01351     |
| Thoissey                     | 1 519            | 01140      | 01420     |
| Valeins                      | 88               | 01140      | 01428     |